# Anita Stewart
Anna M. Stewart (Brooklyn, 7 februari 1895 — Beverly Hills, 4 mei 1961), later bekend als Anita Stewart, was een Amerikaans actrice die haar succes behaalde in de periode van de stomme film.
Stewart begon haar carrière in 1911 met het spelen in films voor Vitagraph Studios, toen ze nog op de middelbare school zat. Door de jaren heen groeide ze al snel uit tot een actrice op de voorgrond.
In 1917 trouwde Stewart met Rudolph Cameron, broer van regisseur Ralph Ince. Ince gaf Stewart al snel de hoofdrollen in zijn films. Ze groeide uit tot een populaire actrice en werd gecast tegenover grootheden als Mae Busch en Barbara La Marr.
Stewart verliet Vitagraph in 1918 voor een contract bij Louis B. Mayer Productions. Stewart werd haar eigen productiemaatschappij beloofd en kreeg een aanzienlijke salarisverhoging. Verder zouden haar films in deze periode enorm succesvol worden.
Na de opkomst van de geluidsfilm in 1928 ging het echter slecht met de carrière van Stewart. Ze deed een poging een film te maken, maar dit pakte niet goed uit. Ze ging onmiddellijk met pensioen.
Stewart stierf in 1961 aan een hartaanval. Ze heeft een ster op de Hollywood Walk of Fame.
- Bibliothèque nationale de France: cb14701028j (data)
- Gemeinsame Normdatei: 1281867438
- International Standard Name Identifier: 0000 0000 3299 2818
- KulturNav: d03bcce2-075e-49fc-8278-d37c3b2ebbbe
- Library of Congress Control Number: n91010222
- Nationale Bibliotheek van Letland: 000291372
- SNAC: w6w40n95
- Virtual International Authority File: 26235264
- WorldCat: E39PBJdCvVc9VPBDWWrJtPChHC